# Olivier Borel
Pour les articles homonymes, voir Borel.
Olivier Borel est un footballeur français né le 27 avril 1954 à Joigny (Yonne).
Ce joueur évoluait comme défenseur central à l'AJ Auxerre après son départ de l'équipe de Nîmes Olympique en 1975.
Il a été finaliste de la Coupe de France en 1979 et a participé à la montée du club bourguignon parmi l'élite.

## Carrière de joueur
- Joigny
- 1971-1975 :  Nîmes Olympique
- 1975-1983 :  AJ Auxerre[1]

## Palmarès
- Finaliste de la Coupe de France 1979 avec l'AJ Auxerre
- Champion de France de Division 2 en 1980 avec l'AJ Auxerre